# Conus peli
Conus peli é uma espécie de gastrópode do gênero Conus, pertencente à família Conidae.